# 無間拍檔

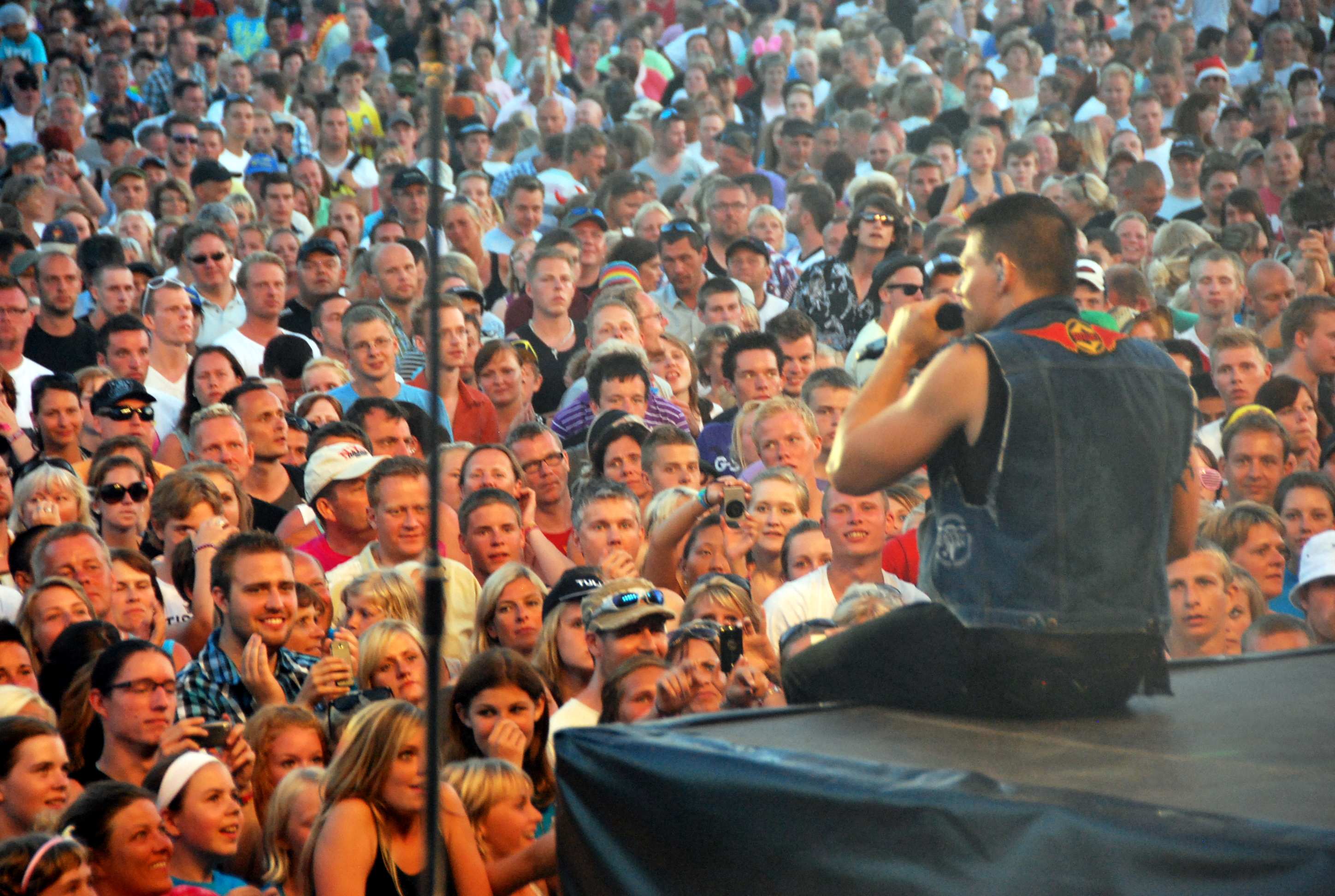
Paw Lagermann在2010年Vig音樂節的Infernal演唱會

無間拍檔（英語：Infernal）是一個來自丹麥的舞曲／流行組合，成員包括Lina Rafn和Paw Lagermann。該團體在1997年在丹麥出道並發行歌曲《Sorti de L'enfer》，近年已經在國際音樂榜單上獲得成功。該團體迄今最成功的單曲是《From Paris to Berlin》，並在2006年至2007年在歐洲各國的音樂榜單上獲得不錯的成績。為表示對英格蘭在2006年世界盃足球賽的支持，這首歌的另一個版本《From London to Berlin》在英國發行。
無間拍檔迄今共發行4張錄音室專輯，1998年首張專輯《Infernal Affairs》在丹麥獲得雙白金唱片銷量認證。他們在主流音樂界的突破表現始於2004年的《From Paris to Berlin》，2008年的《Electric Cabaret》也大獲成功，兩張專輯分別獲得雙白金唱片和白金唱片銷量認證。
Paw Lagermann和Lina Rafn在2012年以Paw&Lina的名義發行熱門單曲《Stolt af mig selv?》宣告回歸音樂界。

## 音樂作品

### 錄音室專輯
- 《Infernal Affairs》（1998）
- 《Waiting for Daylight》（2000）
- 《From Paris to Berlin》（2004）
- 《Electric Cabaret》（2008）
- 《Fall from Grace》（2010）

## 外部連結
- 官方網站 （页面存档备份，存于）
- Infernal的Discogs页面（英文）